# Siberut
Siberut je ostrov v západní části Indonésie, největší ze skupiny Mentavajských ostrovů. Má rozlohu 4030 km² a okolo třiceti tisíc obyvatel, z nichž 90 % tvoří domorodí Mentavajci. Ostrov je porostlý deštným pralesem, žijí zde vzácné druhy opic: kahau mentavejský (Simias concolor) a gibon malý (Hylobates klossii). Klima je tropické: teploty od 23 °C do 31 °C, vlhkost vzduchu přes osmdesát procent, roční úhrn srážek přesahuje 4 000 mm. Západní polovina ostrova byla v roce 2003 vyhlášena národním parkem. Zachovaná příroda a svérázní obyvatelé, kteří ještě v druhé polovině dvacátého století praktikovali kanibalismus, lákají na Siberut množství dobrodruhů – jedním z nich byl Josef Formánek.